# Nakhon Pathom
Nakhon Pathom (ursprünglich Nakhon Chaisi, in Thai: นครปฐม) ist eine Großstadt (Thesaban Nakhon – เทศบาลนครนครปฐม) in der zentralthailändischen Provinz Nakhon Pathom.
Sie ist die Hauptstadt der Provinz sowie die Hauptstadt des Landkreises (Amphoe) Mueang Nakhon Pathom.

## Geographie
Nakhon Pathom liegt etwa 50 Kilometer westlich der Hauptstadt Bangkok inmitten einer weiten Ebene, die von Wasserläufen durchflossen wird, zum Beispiel dem Mae Nam Tha Chin (Tha-Chin-Fluss). Schon seit dem späten 18. Jahrhundert wird hier Zuckerrohr angebaut. Alte Reiseberichte beschreiben, dass nahe Nakhon Pathom auf dem Tha Chin alle vier bis fünf Kilometer Zuckerfabriken standen, die von rund zehn bis fünfzehn Häusern umgeben und fest in chinesischer Hand waren.

## Geschichte
Nakhon Pathom lag vor 2000 Jahren am Golf von Thailand, der sich jedoch stetig infolge der Sedimentation nach Süden zurückzieht.
Nakhon Pathom gilt zusammen mit Ratchaburi und Sing Buri als eine der ältesten Städte Thailands, deren Gründung auf etwa 40 v. Chr. datiert wird. Es gehörte lange zu den bedeutenden Hauptorten eines angesehenen Königreichs der Mon (Lop Buri bis weit nach Malaysia hinein). Der indische König Ashoka sandte zu dieser Zeit Mönche nach Siam, die den Theravada-Buddhismus bekannt machen sollten. Sie kamen nach Nakhon Pathom und bereisten von dort aus das Land. Daraus leitet sich das Selbstverständnis der Stadt her, den Buddhismus in ganz Siam verbreitet zu haben.
Im April 1842 gab es Probleme zwischen drei Gruppen von Chinesen, die Geheimgesellschaften gebildet hatten und jeweils etwa 1000 Männer umfassten. Die Anführer dieser Gruppen hießen Khim, Ia und Phiao (Piaw). Die siamesische Regierung sandte unter den Kommando Phra Sombat Wanit Soldaten, um die Anführer zu verhaften. Tatsächlich konnten zunächst Khim und Phiao in den Kerker geworfen werden, doch konnte Ia  fliehen. Er raubte anschließend  zusammen mit seinen Leuten die Häuser der Gegend um Samut Sakhon und Nakhon Pathom aus. Sie konnten erst nach einer großen Polizeiaktion überwältigt werden.
In den dreißiger Jahren des 19. Jahrhunderts war Nakhon Pathom ein heruntergekommenes Nest mit 300 Häusern und etwa 12. buddhistischen Tempeln. Es gab daneben den berühmten Rückzugsort der Mönche bei Bang Thammasala.

## Wirtschaft und Verkehr
In der Umgebung wird Zuckerrohr angebaut, früher um Speise-Zucker zu gewinnen, heute auch zur Herstellung von Öko-Kraftstoff.
Nakhon Pathom besitzt einen Bahnhof an der Südbahn, die Bangkok mit Malaysia verbindet.

## Sehenswürdigkeiten

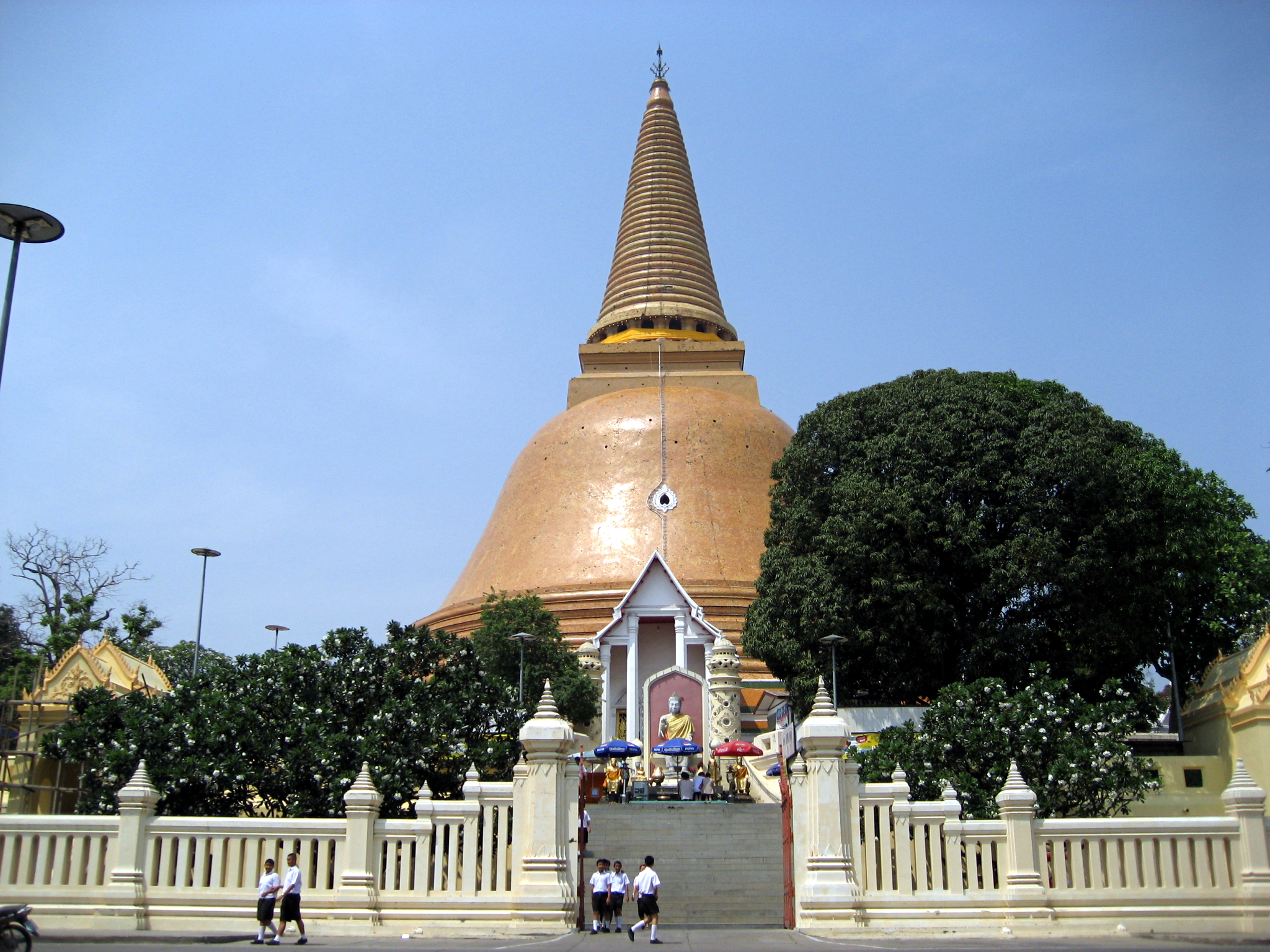
Phra Pathom Chedi

- Phra Pathom Chedi (พระปฐมเจดีย, Heiliger Chedi des Anfangs) – gilt als höchstes buddhistisches Bauwerk weltweit und ist etwa 127 Meter hoch, von König  Mongkut (Rama IV.) während seiner Zeit als Wandermönch im Dschungel wiederentdeckt (seit 1853 restauriert) und auf Veranlassung von dessen Sohn Chulalongkorn (Rama V.) mit feinen chinesischen Ziegeln überzogen.
  - Phra Ruang Rochanarit – etwa acht Meter hoher, stehender Buddha in der nördlichen Kapelle.
  - Neues Museum am südlichen Eingang des Tempelkomplexes, das vor allem Objekte aus der Dvaravati-Periode zeigt, die während der Bauarbeiten am Chedi und bei umliegenden Ausgrabungen gefunden wurden, sowie Buddha-Statuen im Mon-Stil
- Wat Phra Praton Chedi (พระประโทณเจดีย์) – kleiner, ruhiger Tempel mit altem Khmer-Prang und einem kleinen, aber beliebten Schrein für die Helden einer Legende Phya Khong und seiner Ziehmutter Yai Hom.
- Wat Songdhammakalyani- (วัดทรงธรรมกัลยาณี) – Thailands einziger Bhikkhuni-Tempel, offen auch für interessierte westliche Frauen.[4]
- Sanam Chan – Palastanlage von König Vajiravudh im Westen der Stadt. In der Anlage ist heute der Sanam-Chan-Palast-Campus der Silpakorn-Universität untergebracht.

## Lokale Feste

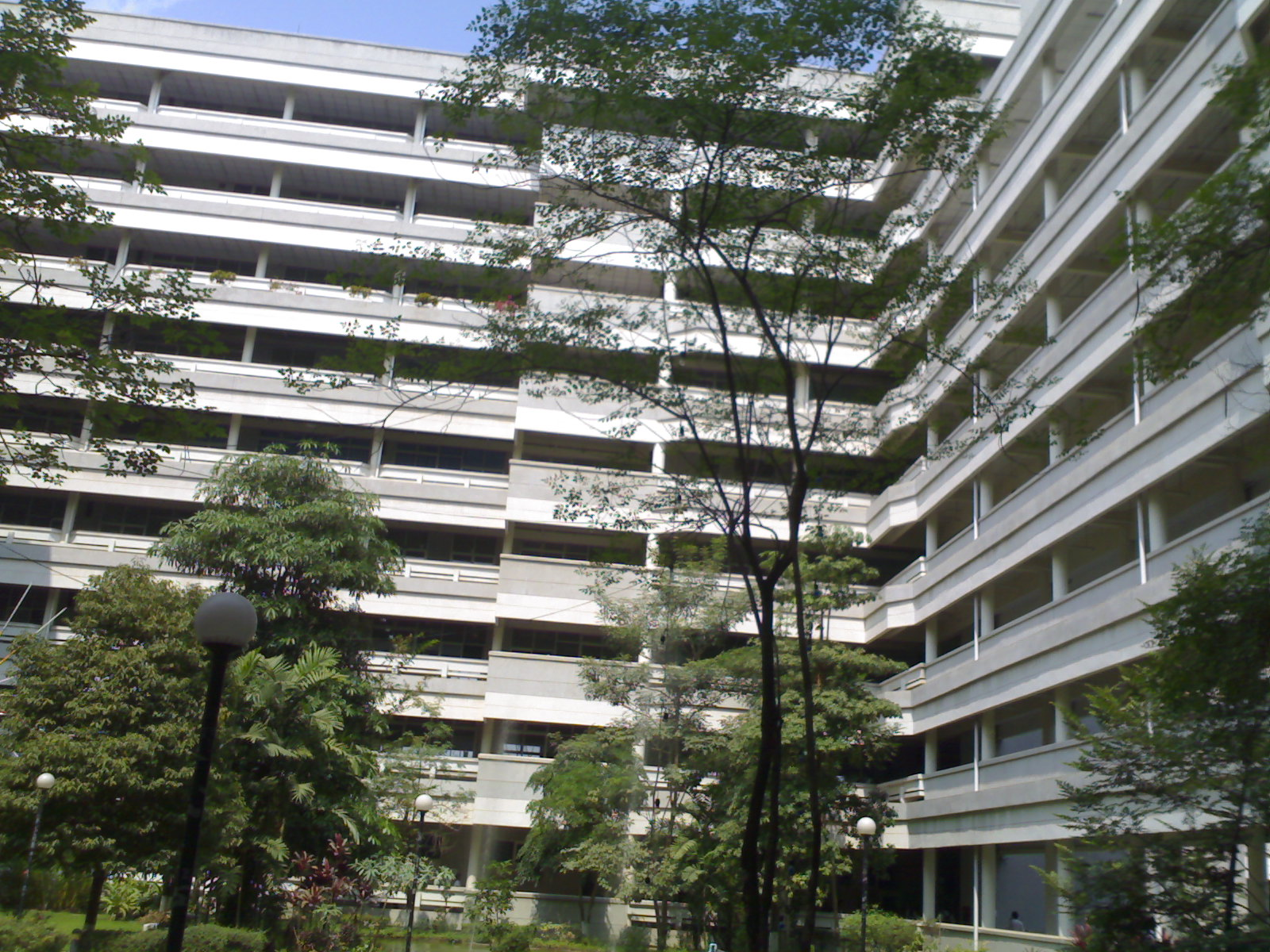
Nordflügel der Fakultät für Ingenieurwissenschaften und Industrietechnik, Silpakorn-Universität

- Das Phra-Pathom-Chedi-Fest – im November anschließend an das Fest Loi Krathong erinnert für mehr als sieben Tage ein buntes Treiben mit Gebeten der Mönche an die Bedeutung des Chedi (und der Stadt) für den Buddhismus in Thailand.

## Bildung
In Nakhon Pathom befindet sich der Sanam-Chan-Palast-Campus der Silpakorn-Universität.

## Persönlichkeiten
- Tor Graves (* 1972), Autorennfahrer
- Panuwat Yimsa-ngar (* 1982), Fußballspieler
- Suchon Sa-nguandee (* 1982), Fußballspieler
- Ratchapol Nawanno (* 1986), Fußballspieler
- Wutthisak Maneesook (* 1986), Fußballspieler
- Suriya Kupalang (* 1988), Fußballspieler
- Thanawat Tirapongpaiboon (* 1993), Snookerspieler
- Prasit Pattanatanawisut (* 1994), Fußballspieler
- Shinnaphat Leeaoh (* 1997), Fußballspieler
- Chaiyaphon Otton (* 2003), Fußballspieler